# Batalla de las Planicies de Wuzhang
La Batalla de las Planicies de Wuzhang se luchó entre los estados contendientes Wei y Shu en el 234 durante el período de los Tres Reinos. La batalla fue la quinta y última de una serie de Expediciones al Norte lideradas por el canciller, de Shu Zhuge Liang, para atacar a Wei. Zhuge Liang cayó enfermo y murió durante el estancamiento, después de lo que las fuerzas de Shu se retiraron.
- Datos: Q30918328